# 備前軍記
『備前軍記』（びぜんぐんき）は、江戸時代後期に岡山藩士の土肥経平が編纂した軍記物。安永3年（1774年）の完成。本文5巻と付録から成る。

## 概要
備前を核に、隣接する播磨、備中、美作などで繰り広げられた武家の興亡を叙述する。主に赤松満祐が嘉吉の乱で滅んだ後から、山名氏、尼子氏、浦上氏、宇喜多氏などの興亡を経て、江戸時代初期の小早川秀秋の没落と池田家の入封までを扱う。
一般の軍記の多くが特定地域や一武家の狭い範囲を描くのみであるのに対し、数百年に渡る通史としてまとめられた『備前軍記』は利便性が高く、岡山の戦国時代の通説の多くがこの書を元としており、『岡山県誌』など、地方自治体の史書もこれを底本としているものが多い。しかし、その内容は、馬場家職の家記のような同時代の一次史料から、誤記・誤伝のみならず創作や脚色が多い江戸時代の軍記物まで玉石混交の史料を経平が参照しながらもっとも合理的と思われるものを取り上げて繋げ、そこに異説や疑問を注として記したもので、史実と異なる面が多々ある。
歴史学の研究では、偽書のように一概に全否定されるものではないが、通説としての立場を認めながらも、信頼性の高い一次史料などと突き合わせて批判的考察を加えつつ用いる対象となっている。

## 土肥経平について
土肥家は岡山藩池田家中において五千石近くを領する屈指の門閥家臣であったが、経平は58歳の時、藩主への諫言もしくは朝鮮通信使の対応において不法があったとして蟄居謹慎に処せられ、これが『備前軍記』編纂の元となった。経平は大安寺の別邸竹裡館に移って宇治山人と号し、天明2年（1782年）10月20日に76歳で没するまでの18年間、著作に専念した。また、娘が五条為璞に嫁いだ縁で、京の公家と交際して様々な文書を閲覧し、筆写することができたのも経平の文芸活動に資した。その成果は『備前軍記』だけでなく、『鎧直垂考』『本町細馬考』など武器・武装に関する書から、『備前名所記』『備前国仇討記』などの歴史・地誌、和歌まで数十冊に及ぶ。
同じ岡山藩士で『常山紀談』を記した湯浅常山も、経平同様に明和6年（1769年）に藩主の勘気を蒙って蟄居した身であり、2人は親しく交流して論じた記録を『湯土問答』にまとめている。

## 関連文献
- 小橋藻三衛 『吉備叢書 第5巻 備前軍記（土肥経平）』
- 小橋藻三衛 『吉備叢書 第6巻 備前軍記（土肥経平）』
- 森俊弘 「岡山藩士馬場家の宇喜多氏関連伝承について―「備前軍記」出典史料の再検討―」（『岡山地方史研究』95、2001）」大西泰正 『論集 戦国大名と国衆11 備前宇喜多氏』岩田書院 2012年12月 pp.203-248